# Montjoi (Aude)
Montjoi – miejscowość i gmina we Francji, w regionie Oksytania, w departamencie Aude. Przez miejscowość przepływa rzeka Orbieu. W 2020 r. na 6 lat burmistrzem została Jessica Bosch.

## Populacja[4]
- 1990 – 27
- 2008 – 42
- 2013 – 41
- 2019 – 36